# Asqat Taghybergen
Asqat Taghybergen (kasachisch Асқат Тағыберген, russisch Асхат Тагыберген/Aschat Tagybergen; * 9. August 1990 in Ksyl-Orda, Kasachische SSR) ist ein kasachischer Fußballspieler, der seit Februar 2021 bei Tobyl Qostanai in der Premjer-Liga unter Vertrag steht.

## Karriere

### Verein
Asqat Taghybergen begann seine Karriere bei Qaisar Qysylorda in seiner Heimatstadt Ksyl-Orda, wo er 2007 einen Profivertrag bekam. Für Qaisar stand Taghybergen 99-mal auf dem Platz und erzielte dabei sechs Tore. Zur Saison 2012 wechselte er zum FK Aqtöbe, bei dem er in der Spielzeit auf 22 Einsätze kam. Sein erstes Spiel für Aqtöbe bestritt er am 14. April 2013 gegen Schetissu Taldyqorghan (1:1). Beim 3:0-Heimsieg gegen den FK Astana erzielte Taghybergen sein erstes Tor für Aqtöbe. Sein internationales Debüt für seinen Verein gab er am 4. Juli 2013 im Qualifikationsspiel der UEFA Europa League gegen Gandsassar Kapan, in dem er auch sein erstes Tor im Wettbewerb schoss.
2016 ging er dann weiter zu FK Astana und wurde ein Jahr später an Tobol Qostanai verliehen. Anschließend spielte Tagybergen zwei Saisons für Qaisar Qysylorda, ehe er im Februar 2021 wieder zu Tobol Qostanai wechselte.

### Nationalmannschaft
Taghybergen absolvierte von 2011 bis 2012 insgesamt zwölf Spiele in der kasachischen U-21-Nationalmannschaft, wobei er ein Tor erzielen konnte. Am 7. Juni 2014 spielte er zum ersten Mal für die Kasachische Fußballnationalmannschaft in einem Freundschaftsspiel gegen Ungarn (0:3).

## Erfolge
- Kasachischer Meister: 2013, 2016, 2017, 2021
- Kasachischer Pokalsieger: 2016, 2019
- Kasachischer Superpokalsieger: 2014, 2016